# Nghị quyết 132 của Hội đồng Bảo an Liên Hợp Quốc
Nghị quyết 132 của Hội đồng Bảo an Liên Hợp Quốc, được thông qua ngày 7 tháng 9 năm 1959 đã quyết định bổ nhiệm một tiểu ban gồm Argentina, Ý, Nhật Bản và Tunisia, đồng thời chỉ đạo tiểu ban này xem xét các tuyên bố trước Hội đồng liên quan đến Lào và tiếp nhận những lời phát biểu và tài liệu tiếp theo, đồng thời thẩm vấn và báo cáo lên Hội đồng trong thời gian sớm nhất. Đó là nghị quyết duy nhất được Hội đồng Bảo an thông qua năm 1959.
Lào trước đây từng tố cáo quân đội Bắc Việt vượt qua biên giới chung và thực hiện các cuộc tấn công quân sự chống lại Lào; Chủ tịch Hội đồng Bảo an bèn triệu tập một cuộc họp khẩn cấp.
Nghị quyết 132 được thông qua với 10 phiếu thuận và một phiếu chống từ Liên Xô.
Tiểu ban kết luận rằng các cuộc vượt biên có tính chất du kích và không thể xác định rõ ràng rằng quân đội Bắc Việt phải chịu trách nhiệm.